# Ante Josipović
Ante Josipović (Baška Voda, 22. listopada 1925. – Zagreb, 14. prosinca 2019.), hrvatski političar, komunist i pravnik. Otac bivšeg hrvatskoga predsjednika Ive Josipovića.
Rođen je i odrastao u Baškoj Vodi. Otac Ivan bio je vlasnik skromne brodice kojom je po istočnoj obali Jadrana prevozio rasute terete. Obitelj je živjela vrlo skromno i djeca, njih petero, nisu imali prije Drugog svjetskog rata prilike steći kvalitetnije obrazovanje. Bio je član SKOJ-a i od 1941. je sudjelovao u ilegalnom pokretu otpora. Za vrijeme Drugog svjetskoga rata 1942. Ante Josipović se kao sedamnaestogodišnji mladić priključio partizanima na Biokovu kao član malog partizanskog odreda u kojem je bio i njegov devet godina stariji brat Ratko. Kada su nakon kapitulacije Italije, krajem 1943. i početkom 1944., Nijemci, pretpostavljajući da će se saveznici iskrcati na istočnu obalu Jadrana, zauzeli cijelu Dalmaciju, oko 30 tisuća ljudi s dalmatinska obale, otoka i Zagore bojeći se njemačke odmazde izbjeglo je na Vis. Glavni štab NOVJ i Britanci donijeli su odluku da se stanovništvo koje nije sposobno za borbe evakuira u južnu Italiju, a potom u logor El Shatt na Sinaju, u Egiptu. S izbjeglicama je u El Shatt, nakon što je kraće vrijeme bio na Hvaru i Visu, otišao i Ante Josipović, po zadatku. Tamo je obavljao poslove organizacije života u izbjegličkom logoru. U Jugoslaviju se vratio po raspuštanju logora u El Shattu, 1946. godine. Isprva je radio u omladinskoj organizaciji u Makarskoj te je upućen na školovanje u Beograd i Zagreb. Početkom veljače 1948. godine, kao mlad čovjek s 22 godine, odlazi na dužnost u CK Narodne omladine u Beograd, gdje se školuje i boravi do srpnja 1953. godine. Sudjelovao je na više radnih akcija te bio aktivan u sindikatu i Omladini, za što je dobio i više odlikovanja. Ante Josipović je u Zagreb došao 1954. godine sa suprugom Milicom, učiteljicom, također porijeklom iz Baške Vode. U Zagrebu su isprva bili u podstanarskom stanu da bi kasnije na korištenje dobili društveni stan. Uz rad, upisao je i studij prava na Pravnom fakultetu Sveučilišta u Zagrebu gdje je stekao diplomu pravnika. U Zagrebu im se 1957. rodio sin Ivo Josipović, koji je izabran 2010. za trećeg predsjednika Republike Hrvatske. Godine 1960. dobili su i kćer Višnju Josipović-Smojver koja radi kao profesorica na Odsjeku za engleski jezik i književnost zagrebačkog Filozofskog fakulteta.
Ante Josipović je tijekom karijere radio u Narodnoj omladini, bio na čelu granskog sindikata u obrazovanju, a 1960-ih i hrvatski zastupnik u Saveznoj skupštini u Beogradu. Na vrhuncu političke karijere bio je član Izvršnog komiteta Centralnoga komiteta Saveza komunista Hrvatske 1971. godine za vrijeme Hrvatskog proljeća, a u djelokrugu odgovornosti bili su mu sindikati i kultura. Bio je na čelu ideološke komisije koja se bavila ispitivanjem pojave nacionalizma unutar Saveza komunista Hrvatske. I sam je jedno vrijeme bio pod optužbama da je, navodno, ”na Savkinoj strani“.
Nakon završetka političke karijere, od 1974. pa do umirovljenja 1982. godine obnašao je dužnost generalnog direktora zagrebačkoga Croatia osiguranja. U vrijeme njegovog upravljanja tom tvrtkom provedene su značajne reforme poslovanja i ostvareni zapaženi rezultati u razvoju tvrtke, među kojima je i izgradnja i useljenje u neboder Zagrepčanke 1976., koja je sljedećih trideset godina bila najviša poslovna zgrada u Hrvatskoj.